# Китсън (окръг, Минесота)
Окръг Китсън (на английски: Kittson County) е окръг в щата Минесота, Съединени американски щати. Площта му е 2859 km², а населението - 5285 души (2000). Административен център е град Холък.